# Petite Lituanie
La Petite Lituanie (en lituanien : Mažoji Lietuva) ou Lituanie prussienne (en lituanien : Prūsų Lietuva ; en allemand : Preußisch-Litauen), ou encore Lituanie Mineure, est l'une des cinq régions ethnographiques de Lituanie. En termes historiques, l'appellation englobe la partie nord-est de la Prusse colonisée par des Lituaniens immigrés dès la fin du XVe siècle. La région actuelle correspond à l'ancien territoire de Memel occupé par la république de Lituanie en 1923.

## Géographie

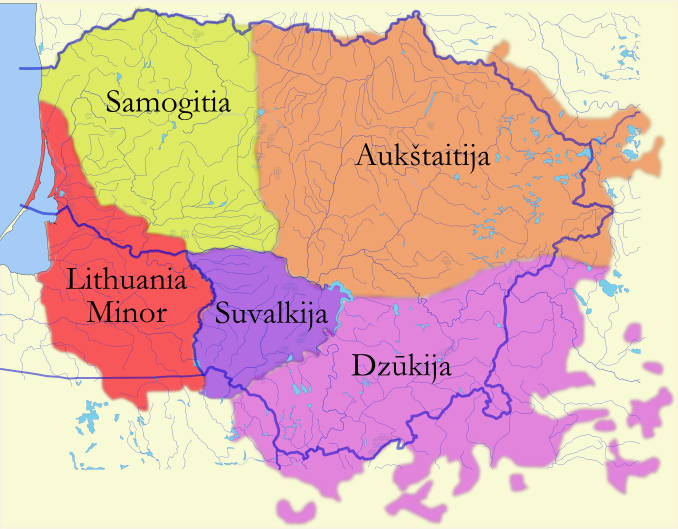
Répartition régionale de la langue lituanienne au XIXe siècle.

L’ancienne région linguistique de la Petite Lituanie s’étendait pour l’essentiel sur l’Est de l’actuel oblast de Kaliningrad (à l’exception de la ville de Kaliningrad et la péninsule de Sambie). La Petite Lituanie comprenait en outre quelques territoires appartenant maintenant à la Pologne septentrionale et l'ancien territoire de Memel s'étendant sur cinq municipalités des apskritis de Klaipėda et de Tauragė au sein de la Lituanie moderne : les municipalités de Klaipėda-ville et du district de Klaipėda, du district de Šilutė, de Neringa et de Pagėgiai.
À l’époque où la Petite Lituanie fut définie, la frontière linguistique se dessinait de la banlieue sud de Palanga à Klaipėda, traversait la lagune de Courlande jusqu'à l'embouchure de la Deïma près de Polessk et allait en amont le long de cette rivière vers Gvardeïsk. De là, en suivant le cours de la Pregolia via Znamensk vers Tcherniakhovsk, elle tournait vers le Sud-Est atteignant le territoire polonais à Gołdap. Jusqu'à la fin de la Première Guerre mondiale, tous ces territoires faisaient partie de la Prusse-Orientale et étaient donc séparés du reste de la Lituanie. 
Le nom de Petite Lituanie lui fut précisément donné par les autorités prussiennes en référence au contrôle qu’ils exerçaient sur une majorité ethnique lituanienne à l’extérieur de la Lituanie proprement dite. Toutes les villes de l’ancienne Petite Lituanie ont par conséquent à la fois des noms lituaniens et allemands : Klaipėda (Memel), Tilžė (Tilsit), Ragainė (Ragnit), Šilutė (Heydekrug), Gumbinė (Gumbinnen), Įsrutis (Insterburg) et Stalupėnai (Stallupönen).

## Histoire
Depuis le XIIe siècle, la région faisait partie de l'État monastique des chevaliers Teutoniques. Conformément aux dispositions de la paix du lac de Melno, signé le 27 septembre 1422, l'ordre Teutonique a dû céder la Samogitie au grand-duché de Lituanie, tandis que la « Petite Lituanie » jusqu'au château de Klaipėda (castrum Memel) reste la proprieté des chevaliers. La détermination de la limite entre la Prusse et le duché de Samogitie, une division administrative de la république des Deux Nations à partir de 1569, se maintint jusqu'en 1919. En 1525, le duché de Prusse fut créé lors de la sécularisation de l'État teutonique ; il est dissous au sein du nouveau royaume de Prusse en 1701. La province de Prusse-Orientale (les districts de Königsberg et de Gumbinnen) faisait partie de l'Empire allemand lors de l'unification de 1871.
En tant que région ethno-culturelle distincte, la Petite Lituanie a émergé durant le XVIe siècle. La population primitive était composée de tribus baltiques (Vieux Prussiens et Curoniens), d'Allemands et de colons du grand-duché de Lituanie qui vinrent s'installer sur ce territoire après la guerre qui opposa les chevaliers de l'Ordre Teutonique et les souverains de la Lituanie en 1422.
Le territoire connu aujourd’hui sous le nom de Petite Lituanie a été distingué en termes administratifs d’abord en Vieux Prussien sous les noms de « Nadruvia » et « Skalva ». Plus tard on utilisa les noms « Comtés Lituaniens » ou  « Lit(h)uanie » (en allemand « Litauische Kreise » ou « Litt(h)auen »). Le nom de Petite Lituanie (en lituanien « Mažoji Lietuva »,  en anglais « Lithuania Minor » et en allemand « Klein Litauen »), utilisé pour la première fois par Simon Grunau au XVIe siècle, fut introduit au XIXe siècle et son usage se répandit durant le XXe siècle surtout parmi les historiens et les ethnographes.  Auparavant la Petite Lituanie faisait partie de la Prusse et de l’Allemagne et ses habitants d’origine lituanienne étaient désignés par le mot lituanien « Lietuvininkai » (en allemand « Litauer »). Certains utilisèrent ce terme  pour désigner les  habitants de la Petite Lituanie quelle que soit leur appartenance ethnique.  D’autres sources indiquent que Lietuvininkai est l’une des deux manières historiques de désigner tous les Lituaniens : dans ce qui fut le grand-duché de Lituanie, le terme de  « Lietuvis » était le plus usité, tandis qu’en Petite Lituanie on préférait celui de « Lietuvininkas ». Les Lituaniens de Prusse appelaient également leurs voisins du Nord en Samogitie « Lituano-russes »  et ceux du Sud en Suwalkie « Lituano-polonais ».